# Go-Bang’s
A Go-Bang’s háromtagú japán hangszeres lányegyüttes volt, mely az 1980-as évek közepétől az 1990-es évek elejéig volt aktív. 1994-ben feloszlottak, frontemberük, Morikava Kaori szólókarrierbe fogott, míg Szaito Micuko dobos és Tanisima Misza basszusgitáros visszavonult a szórakoztatóiparból.
A kezdetben négytagú Go-Bang’s hamar elvesztette a gitárosát, csak a távozása után lettek sikeresek. Pályafutásuk csúcsán a Greatest Venus című albumuk két egymást követő héten át vezette a japán Oricon eladási listáját. Kissé szokatlan hangzásvilágukat, punk-inspirálta bubblegum pop stílusba lehetne besorolni, melyben nincs szólógitáros — bár ez nem mindig volt így, hiszen például a Samantha című albumukon a King Gang’s háromtagú férfizenekarral dolgoztak együtt, akik elektromos gitárokkal és billentyűs hangszerekkel egészítették ki a felállást.
A Samantha című album keverőmérnöke Michael Haas, a brit 808 State techno/house együttes hangmérnöke volt. A lemez címadó dalát angol nyelvű számmá is átalakították, amit a brit Betty Boo popénekesnő producere, John Waddel (Rhythm King Productions) remixelt. A remixelt verzió az együttes Darrin című remixalbumára került fel.
A Go-Bang’s enyhén punkos, vidám, pattogós zenéjével rövid ideig hatással voltak a japán eladási listákra, azonban fokozatosan a háttérbe szorultak, feloszlásuk után szinte teljesen eltűntek a köztudatból. Ennek ellenére több előadó, így a Titan Go-Kings vagy Haruna (Scandal) zenéjére is hatással voltak.

## Diszkográfia

### Albumok
- Gobanic Land (ゴーバニックランド?) (Pony Canyon, 1988. május 21.)
- Pygmy Pinky (ピグミ→・ピンキ→?) (Pony Canyon, 1988. november 21.)
- Special 'I Love You' (スペシャル アイ・ラブ・ユー?) (Pony Canyon, 1989. május 5.)
- Greatest Venus (グレイテスト・ビーナス?) (Pony Canyon, 1990. március 3.)
- Samantha (Pony Canyon, 1991. március 3.)
- Darrin (Pony Canyon, 1991. június 6.)
- Wonder Fruits (ワンダーフルーツ?) (BMG Victor, 1992. július 22.)
- Dangerous Charms (BMG Victor, 1993. július 23.)
- The Recyle Hits (BMG Victor, 1993. november 21.)
- Bionic Rock (バイオニックロック?) (BMG Victor, 1994. április 21.)

### Válogatásalbumok
- 7 Day’s Go! Go! Box (szerzői kiadás, 1986. február 14.)
- Hustle va vo szuki? (ハッスルはお好き??) (Switch, 1988. május 21.)
- The TV Show (THE TV ショー?) (Pony Canyon, 1989. szeptember 21.)

### Középlemezek
- Hustle Bang! Bang! (Switch, 1987. május 21.)
- Prima Donna va vo szuki? (プリマドンナはお好き?) (Switch, 1987. október 21.)

### Kislemezek
- Zamaa kankan muszume (sódzso) (ざまぁ カンカン 娘(ガール)?) (Pony Canyon, 1988. április 21.)
- Kakkoii, Darling (かっこイイ(E)、ダーリン。?) (Pony Canyon, 1988. november 21.)
- Special Boyfriend (スペシャル・ボーイフレンド?) (Pony Canyon, 1989. április 21.)
- Ai ni kite I Need You! (あいにきて I・NEED・YOU!?) (Pony Canyon, 1989. december 27.)
- Muteki no Venus (無敵のビーナス?) (Pony Canyon, 1990. április 21.)
- Rock ’n’ Roll Santa Claus (ロックンロールサンタクロース?) (Pony Canyon, 1990. november 21.)
- Bye Bye Bye (Pony Canyon, 1991. február 21.)
- Csotto dake haikara (ちょっとだけハイカラ?) (BMG Victor, 1992. július 8.)
- Koi no furifuri (恋のフリフリ?) (BMG Victor, 1992. december 16.)
- Dynamite Guy (ダイナマイトガイ?) (BMG Victor, 1993. június 23.)
- Kiss sitai (キスしたい?) (BMG Victor, 1994. április 21.)